# Glikokaliks
Glikokaliks ali glikoproteinski plašč (pa tudi sladkorni plašč) je zunanja plast iz glikoproteinov in glikolipidov, ki pokriva celično membrano nekaterih bakterij, epitelijev in drugih tako prokariontskih kot evkariontskih celic. Večina živalskih epitelijskih celic ima na zunanji strani plazmaleme dinamično in rahlo izbočeno neenakomerno površino, ki jo sestavljajo mnogi različni ogljikovi hidrati, vezani tako na beljakovine (pri čemer s kovalentnimi vezmi tvorijo molekule, ki jih imenujemo glikoproteini) kot lipide (s katerimi sestavljajo tako imenovane glikolipide, ki imajo med dvema enotama glikozidno vez). Najpogosteje so ogljikovi hidrati, pripeti na lipide in beljakovine, namenjeni celičnemu prepoznavanju, celični komunikaciji in signalizaciji ter tvorbi celičnih stikov in adhezij.
Glikokaliks je hkrati izredno pomemben označevalec, ki ga telo uporablja za razlikovanje med različnimi celicami (denimo med zdravimi in okvarjenimi, celicami transplantiranih tkiv ali celicami patogenov). V glikokaliksu najdemo številne povezovalne molekule, ki omogočajo tvorbo stikov med celicami in jih tako povezujejo v večje organizacijske enote, tkiva, obenem pa nadzorujejo gibanje celic med embrionalnim razvojem. Ta plast ima ključno vlogo tudi pri regulaciji endotelijskega tkiva, denimo pri kontroli števila in porazdelitve eritrocitov (rdečih krvničk) v kapilarah.
Dober primer glikokaliksa je sluz na zunanji površini ribe. Sam izraz je bil prvotno namenjen zgolj polisaharidnemu matriksu, ki pokriva epitelijske celice, a se danes uporablja tudi drugje, ker je bilo ugotovljeno, da igra pomembno vlogo na številnih mestih in je del mnogih procesov.
Beseda glikokaliks izhaja iz grščine in v dobesednem prevodu pomeni sladki plašč (glykys = sladek, kalyx = lupina ali plašč).

## Funkcija
Glikokaliks opravlja številne različne funkcije. Med pomembnejše sodi zaščitna vloga, saj plast do neke mere onemogoča poškodbe plazmaleme z raznimi snovmi (denimo strupi). Glikokaliks je bistven pri delovanju imunskega sistema, saj slednjemu omogoča prepoznavanje in selektivni napad na patogene mikrobe ter okvarjene celice. Še posebej bistveno je prepoznavanje rakavih celic v zgodnjih stopnjah razvoja, ki se še niso razvile v večje in kompleksnejše tumorje in zato organizmu v danem trenutku ne predstavljajo tolikšne nevarnosti.
Vloga glikokaliksa je dobro razvidna pri transplantacijah, saj je prav ta plast tista, ki določa ali so transplantirana tkiva in transfuzije krvi kompatibilne s celicami organizma. Pomemben je tudi pri tvorbi medceličnih stikov in adhezij, ki omogočajo povezovanje celic v tkiva. Med vidnejše funkcije spada regulacija vnetnih procesov, pri katerih glikokaliks, ki pokriva endotelijske celice žil, preprečuje medsebojno vezavo levkocitov. Tudi proces oploditve je tesno povezan z glikokaliksom, ki spermalnim celicam omogoča prepoznavanje jajčne celice in posledično vezavo nanjo. Kasneje glikokaliks pomaga pri usmerjanju embrionalnih celic do ustreznih lokacij v telesu.

## V endotelijih
Glikokaliks se nahaja na apikalni (obrnjeni proti lumnu) površini endotelijskih celic, ki oblikujejo lumen. S pomočjo obarvanja z več različnimi pigmenti in uporabo transmisijske elektronske mikroskopije so pokazali, da se plast glikokaliksa iz površine endotelijev razteza približno 50 do 100 mikrometrov v smeri lumna. Podatki iz drugih raziskav kažejo, da je lahko endotelijski glikokaliks debel vse do 11 mikrometrov. Pojavlja se v mnogih žilah, tako v mikroskopsko majhnih kapilarnih prepletih kot nekoliko večjih arterijah in venah. Hkrati glikokaliks sestavlja širok nabor encimov in beljakovin, ki nadzirajo povezovanje trombocitov (krvnih ploščic) in levkocitov (belih krvničk), kajti ena izmed glavnih nalog, ki jih ta plast opravlja, je ohranjanje homeostaze krvne plazme in sten žilja.
Med pomembnejše beljakovine, ki jih povezujemo z glikokaliksom, spadajo:
- apolipoproteini (površinske gradbene enote na zunanji strani lipoproteinskega kompleksa[1])
- endotelijska sintaza dušikovega oksida (tudi NO-sintaza; encim, ki sprošča dušikov oksid[1])

- zunajcelična superoksid dismutaza (tudi SOD3)[1]
- angiotenzin-konvertaza (encim, ki pretvarja angiotenzin I v angiotenzin II)[1]
- antitrombin III (glikoprotein, ki inhibira delovanje trombina in s tem prepreči koagulacijo krvi[1])
- rastni faktorji
- lipoprotein lipaza
- kemokin (kemotaktični citokin, ki deluje na specifične tipe levkocitov)

Zgoraj navedene beljakovine in encimi služijo krepitvi glikokaliksne pregrade, ki ščiti pred krvožilnimi in drugimi boleznimi ter potencialnimi okvarami. Še ena pomembna funkcija polisaharidne plasti je zaščita endotelijev pred neposredno izpostavljenostjo krvnemu toku in semipermeabilnost za določene snovi v krvi.
Zaščitna funkcija glikokaliksa je skupna vsem endotelijem, a so nekatere naloge omejene zgolj na specifične odseke. Tako denimo v mikroskopskih krvnih žilah glikokaliks deluje kot permeabilna pregrada, ki zavira koagulacijo in povezovanje levkocitov, saj se slednji ne smejo pritrditi na žilne stene, ker so pomembne enote imunskega sistema, pri katerem je bistveno, da bele krvničke potujejo do regij, kjer so potrebne. Tudi v arterijskih tkivih je glikokaliks namenjen enakim nalogah (preprečevanju koagulacije in povezovanja levkocitov), a to izvaja na nekoliko drugačen način, s pomočjo endotelijskih sintaz dušikovega oksida, katerih delovanje je aktivirano s stresom. Dodatna funkcija glikokaliksa v entodelijskih tkivih je filtracija krvi in medceličnine, ki obe prehajata skozi kapilarne stene, a vsaka v svoji smeri.
Endotelijski glikokaliks, ki se nahaja na apikalnih površinah endotelijskih celic, gradijo negativno nabiti proteoglikani, glikoproteini in glikolipidi.

## Pri bakterijah
Tudi pri bakterijah je glikokaliks omrežje polisaharidov, lipidov in beljakovin, ki zeva iz bakterijskih celičnih površin. Ključno pri bakterijah pa je, da se glikokaliks ne nahaja na zunanji strani celične membrane, ampak na površini celične stene, ki je živalske celice nimajo. Za glikokaliks pri prokariontih se pogosto uporablja poseben izraz kapsula, če pa je plast neenakomerno razporejena, jo imenujemo kar sluz.
Bakterijske kolonije pogosto tvorijo kompleksne povezave in so obkrožene z obširno plastjo glikokaliksa, ki vsem osebkom nudi zaščito pred okoljskimi vplivi, pri čemer so ti lahko tako abiotski (denimo nihanje temperature, vlage, pH-ja ipd.) kot biotski (prisotnost plenilskih fagocitov, hranila, mikroelementi ipd.). Takšne so denimo kolonije v prsti, v prebavilih goveda, na zobeh, na površini skal in v človeških sečilih. Za tovrstne zaščitne plasti bakterijskih kolonij uporabljamo izraz biofilm.

## V prebavilih
Plast glikokaliksa je prisotna na apikalnem delu epitelijskih celic, in sicer na mikrovilih absorpcijskih celic epitelijev, še posebej v tankem črevesu. Je debeline okoli 0,3 mikrometrov in v glavnem sestoji iz kislih mukopolisaharidov ter glikoproteinov. Njegova glavna funkcija je povečevanje absorpcijske površine, ki je ključna pri končnih biokemičnih procesih razgradnje beljakovin in ogljikovih hidratov.